# Calyptotis scutirostrum
Calyptotis scutirostrum — вид сцинкоподібних ящірок родини сцинкових (Scincidae). Ендемік Австралії.

## Поширення і екологія
Calyptotis scutirostrum мешкають в прибережних районах на сході і південному сході штату Квінсленд та на крайньому північному сході штату Новий Південний Уельс, від Гімпі до Бостобріка. Ізольована популяція також мешкає в національному парку Карнарвон. Calyptotis scutirostrum живуть у вологих і сухих тропічних лісах, серед опалого листя і повалених дерев. Трапляються поблизу людських поселень.